# Olejniny
Olejniny jsou plodiny obsahující větší množství oleje jako svou zásobní látku (v některých částech svého těla, nejčastěji v semenech). Plodiny řazené mezi olejniny jsou pěstovány právě pro svůj vyšší obsah oleje nebo kvůli určitému specifiku v jeho chemickém složení.
Použití rostlinných olejů je různé, zejména v závislosti na obsahu mastných kyselin. Používají se pro výrobu potravin, motorových paliv (biopalivo), maziv, využívají se jako složka nátěrových hmot a pro další chemické zpracování.
Existují dvě skupiny olejných plodin:
- rostliny, které produkují olejnatá semena, ze kterých se olej tradičně získává lisováním, v průmyslové výrobě se kromě toho používá extrakce oleje pomocí rozpouštědel.
- rostliny, které produkují plody s  dužinou obsahující olej, ze které se olej získává lisováním.

Mezi olejniny první skupiny jsou řazeny především řepka, slunečnice a len olejný. Dále můžeme za olejniny považovat také mák, sóju, konopí, sezam, případně i kukuřici. Z méně známých pak například skočec obecný (skočec habešský) nebo spíše polokulturní lnička setá.
Do druhé skupiny patří v okolí Středozemního moře pěstovaný olivovník evropský, lisováním jeho plodů (oliv) se získává olivový olej. V tropických oblastech jsou pěstovány palma olejná a hruškovec přelahodný (avokádo).

## Výroba oleje
Tradičně se olej získává lisováním, buď při nízkých teplotách (tzv. panenský nebo „za studena“ lisovaný) nebo při vyšších teplotách. V průmyslové výrobě se kromě toho používá extrakce oleje pomocí rozpouštědel. Olej může být dále zpracován rafinací (= čištění), kdy je zbaven příchutí, zápachů, kalné barvy i nežádoucích látek.
Olejniny obsahují kromě oleje řadu vitamínů a minerálních látek, rafinací oleje se obsah těchto látek snižuje, některé jsou odstraněny úplně.[zdroj?]
Vedlejším produktem výroby oleje jsou pokrutiny a extrahované šroty, které obvykle obsahují významný podíl bílkovin a v případě pokrutin i zbytky oleje. Používají se nejčastěji jako přídavek do krmiv.
V některých případech jsou olejniny pěstovány na zelenou hmotu jako zelené hnojení nebo krmivo.